# Blanchester, Ohio
Blanchester là một làng thuộc quận Clinton, tiểu bang Ohio, Hoa Kỳ. Năm 2010, dân số của làng này là 4243 người.

## Dân số
- Dân số năm 2000: 4220 người.
- Dân số năm 2010: 4243 người.